# Савина, Александра Фёдоровна
Александра Фёдоровна Савина (25 октября 1920, Афанасьевское, Иваново-Вознесенская губерния — 2007, Москва) — советская и российская спортсменка по пулевой стрельбе. Четырнадцатикратная чемпионка СССР.

## Биография
Александра Савина (в девичестве Римская) родилась в селе Афанасьевское, в десяти километрах от города Шуи, в многодетной крестьянской семье. У неё была старшая сестра, Зиновия, и пять братьев: Василий, Александр, Иван, Иосиф и Дмитрий, трое из которых погибли или пропали без вести на фронтах Второй мировой войны.
С 1937 по 1940 год училась во Владимирском библиотечном техникуме. По окончании техникума вернулась в родное село и прожила там всю войну. В 1943 у неё родился сын Николай.
В конце сороковых она переехала в Шую и работала в библиотеке в воинской части. Однажды её пригласили принять участие в пробных стрельбах из пистолета, которые были организованы для привлечения в стрелковый спорт новых людей. Неожиданно для себя она показала очень хорошие результаты. С этого момента её стали приглашать на областные и межобластные соревнования по стрельбе из пистолета. Одна из первых полученных ею грамот, была ей вручена 23 мая 1951 года, за первое место в окружных стрелково-спортивных соревнованиях, где она набрала 440 очков. Вскоре она оставила работу библиотекаря и перешла в спорт.
В 1952 - 1953 году была переведена на работу в Москву, где выступала за клуб ЦСКА. Участвовала и выигрывала в различных чемпионатах в 1954, 1958, 1961-1964 гг. В 1956 году получила диплом первой степени за установление рекорда СССР в стрельбе из малокалиберного пистолета по силуэтам, 60 выстрелов с результатом 576 очков. В пятидесятые и шестидесятые годы выступала на соревнованиях различного уровня внутри страны и за рубежом. В конце шестидесятых перешла на тренерскую работу. В качестве тренера жила и работала четыре года в ГДР.
В 1966 году на 39-м Чемпионате мира по стрельбе в Висбадене (ФРГ) стала серебрянным призёром в стрельбе из пистолета с 50-и метров.
Мастер спорта международного класса, четырнадцатикратная чемпионка СССР.